# Fuerte Yuma

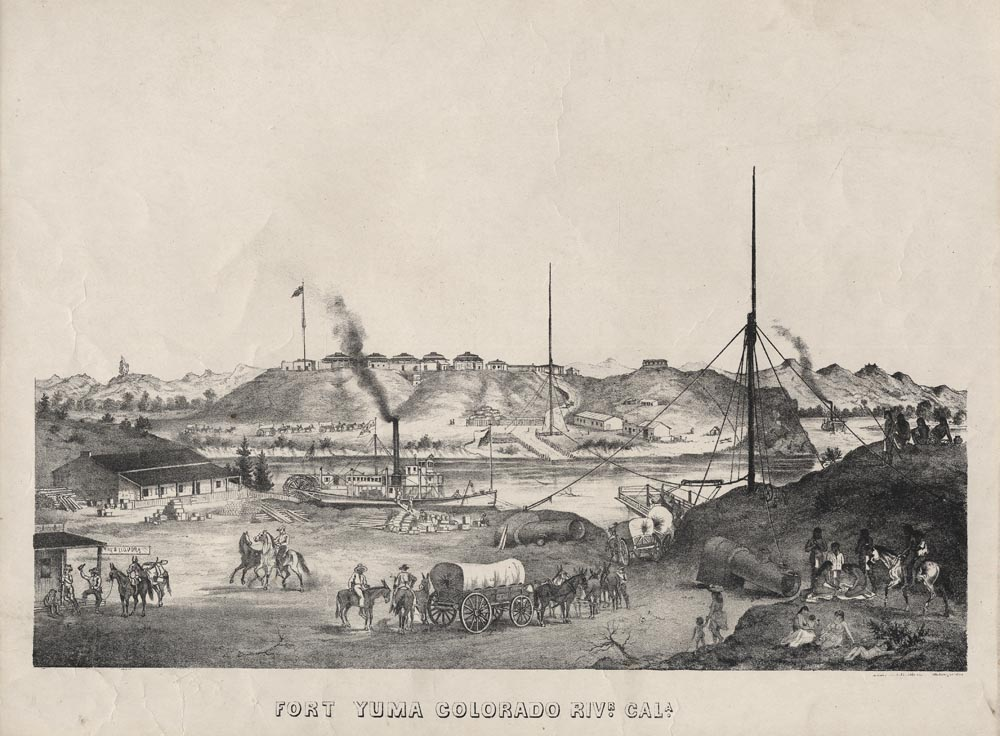
Fort Yuma California en 1875

Fuerte Yuma fue un fuerte histórico de los Estados Unidos, situado en el río Colorado en el Condado de Imperial, cerca de Yuma (Arizona). 
En primera instancia establecido el 27 de noviembre de 1850, cerca del río Gila, en la orilla de Arizona, se trasladó en marzo de 1851 a la orilla contraria del río con respecto a Yuma (Arizona). Fuerte Yuma estaba en la ruta de la línea de correo Butterfield Overland desde 1858 hasta 1861. El fuerte fue abandonado el 16 de mayo de 1883 y transferido al Departamento de Interior. Actualmente ocupan el lugar la Escuela India del Fuerte Yuma y una misión.